# Костарев, Николай Анатольевич
Николай Анатольевич Костарев (1873 −1955) — сочинский городской староста, землевладелец, предприниматель.

## Биография
Родился в 1873 году в дворянской семье Губернского секретаря А. И. Костарева и его супруги О. Н. Худековой (Костаревой). Окончил с золотой медалью Лесотехническую академию в Швейцарии. С 1898 по 1902 годы занимал должность Сочинского городского старосты. Являлся председателем Сочинского отдела Императорского Общества Садоводства. Был владельцем имения «Ареда» располагавшемся в посаде Сочи. В имении организовал сельскохозяйственное производство, консервный завод, прудовое хозяйство, столярную фабрику по изготовлению венской мебели. На выставке «Русская Ривьера» в 1913 г. его экспозиция сельскохозяйственных продуктов была удостоена золотой медали. Объём переработанного чернослива в имении «Ареда» достигал тысячи пудов. Консервное производство — 20 тысяч штук 2-фунтовых банок. Костарев принял участие в выделении земли, строительстве, а также являлся активным членом общества библиотеки им. А. С. Пушкина. Стал организатором и председателем товарищества сочинских земледельцев «Помона», был корреспондентом газеты «Сочинский листок», председателем Сочинского пожарного общества. Так же Костаревым было построено новое здание «Вилла Вера», которое в данное время является памятником архитектуры.

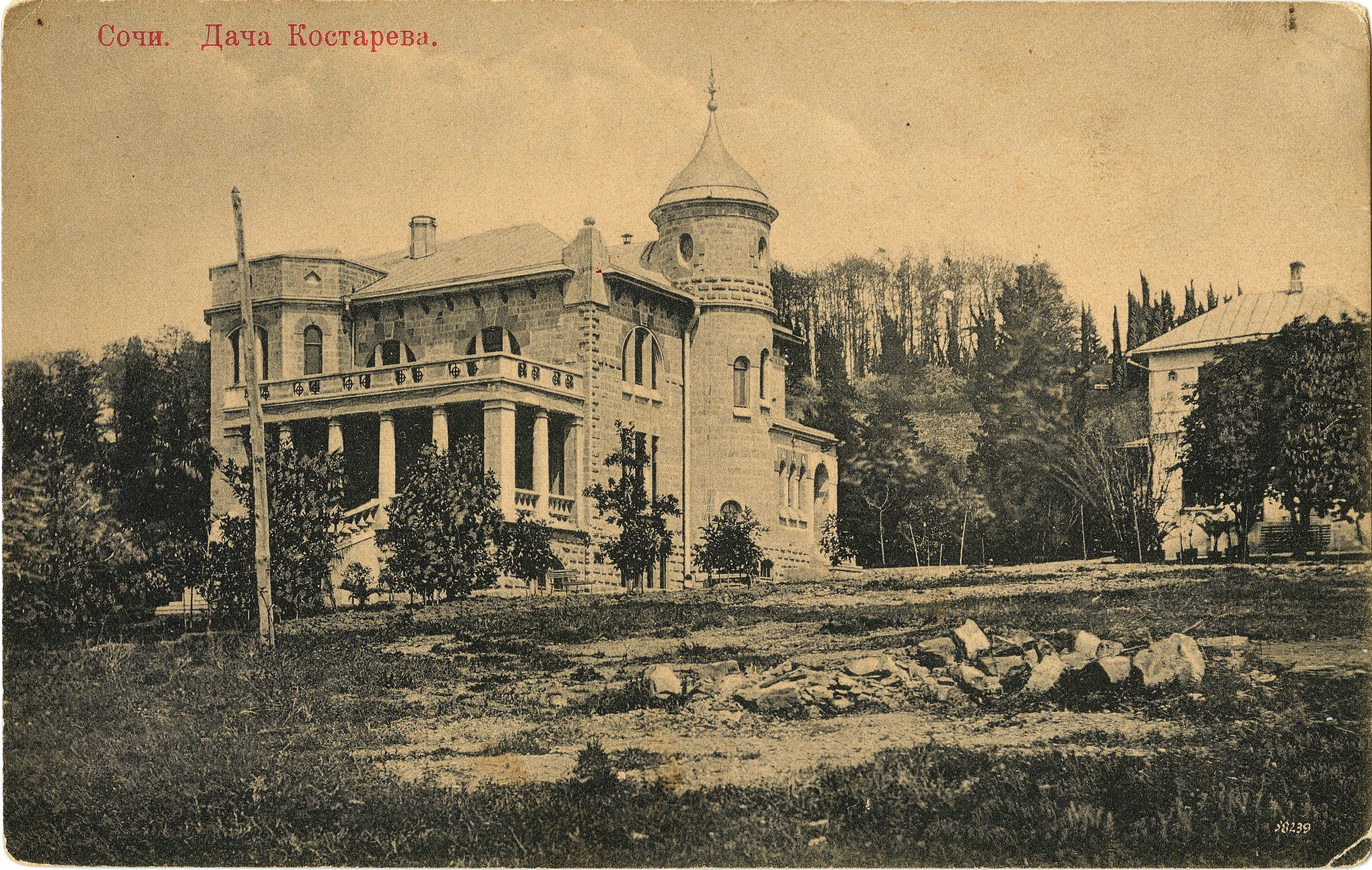
«Вилла Вера»

После прихода к власти большевиков все имущество Костарева было национализировано и реквизировано. Позже на месте имения «Ареда» был организован консервный комбинат им. В. И. Ленина. В 1926 году Николай Анатольевич вместе с сыном Николаем был вынужден покинуть Россию. Скончался во Франции в 1960 году.

## Семья
В браке с Мариной Александровной Мамонтовой (Костаревой)
Дети
Татьяна Костарева.
Елена Костарева (Хлудова) 1903—1986 г.г. художник-мультипликатор
Николай Костарев 1911—1977 г.г.
Внуки
Померанцева Татьяна Дмитриевна.

## Память
В городе Сочи учреждена ежегодная муниципальная премия имени Н.А.Костарева.